# Всекрымский турнир
Всекрымский турнир — турнир по футболу, проводившийся с 18 апреля по 28 июня 2015 года в Крыму под эгидой местной федерации футбола. В соревновании принимали участие 20 команд, разделённых на две группы. Всекрымский турнир завершился финальным матчем между победителями двух групп СКЧФ и «Гвардеец» (Гвардейское). Игра закончилась со счётом 6:2 в пользу севастопольцев.

## История
С 1 января 2015 года, в соответствии с постановлением УЕФА от 4 декабря 2014 года, футбольным клубам Крыма было запрещено участвовать в соревнованиях Российского футбольного союза. С целью развития профессионального футбола на полуострове УЕФА приняло решение проводить на этой территории собственный чемпионат среди профессиональных клубов. Новый чемпионат стартует 22 августа 2015 года. Для определения его участников был проведён Всекрымский турнир, призванный заполнить полугодичную паузу в крымском футболе, а также став подготовительным этапом перед стартом Премьер-лиги Крыма 2015/16.
Турнир стартовал 18 апреля 2015 года. Стартовый взнос для участия клубов — 25 тысяч рублей, за каждого заявленного игрока взимается сбор в размере 400 рублей. В соревновании принимали участие 20 команд, разделённых на две группы. В каждой группе были сыграны игры в один круг, а команды, занявшие первые места в группах, выходили в финал турнира.
По ходу соревнований было задействовано 17 футбольных стадионов в Крыму. Всекрымский турнир завершился 28 июня 2015 года финальным матчем между клубами СКЧФ и «Гвардеец» (Гвардейское). Игра закончилась со счётом 6:2 в пользу севастопольцев.
Победитель турнира СКЧФ 8 августа 2015 года сыграл первый матч в Керчи за Суперкубок федераций против обладателя Кубка Крыма 2015 — керченского «Океана». Матч закончился со счётом (1:2). Ответная игра состоялась в Севастополе 15 августа 2015 года. Игра окончилась со счётом (1:0).
Впоследствии Крымским футбольным союзом была сформирована Премьер-лига, состоящая из 8 команд.

## Клубы-участники

### Группа А

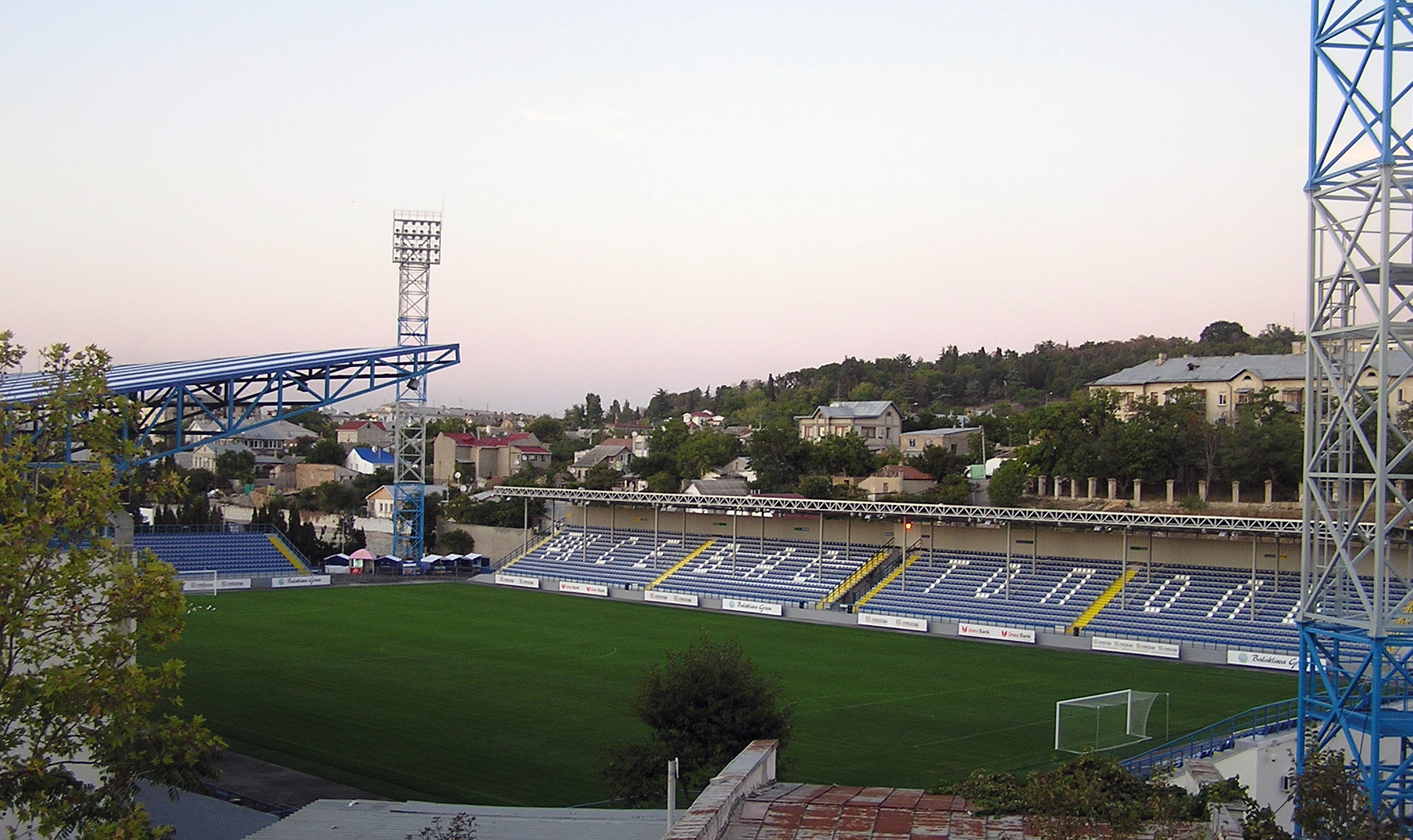
СКС-Арена

| Клуб       | Город       | Стадион                                | Вместимость |
| ---------- | ----------- | -------------------------------------- | ----------- |
| Алушта     | Алушта      |                                        |             |
| Бахчисарай | Бахчисарай  | Дружба                                 | 4500        |
| Голеадор   | Феодосия    | Центральный городской им. В. Шайдерова | 2000        |
| Динамо     | Саки        | Авангард                               |             |
| Океан      | Керчь       | 50-летия Октября                       | 10 000      |
| СКЧФ       | Севастополь | СКС-Арена                              | 5644        |
| СКЧФ-2     | Севастополь | СКС-Арена                              | 5644        |
| Спартак-КТ | Молодёжное  | КТ Спорт Арена                         | 3250        |
| ЮИС-Сервис | Симферополь | Фиолент                                | 5000        |
| Ялта       | Ялта        | Авангард                               | 7000        |

### Группа Б

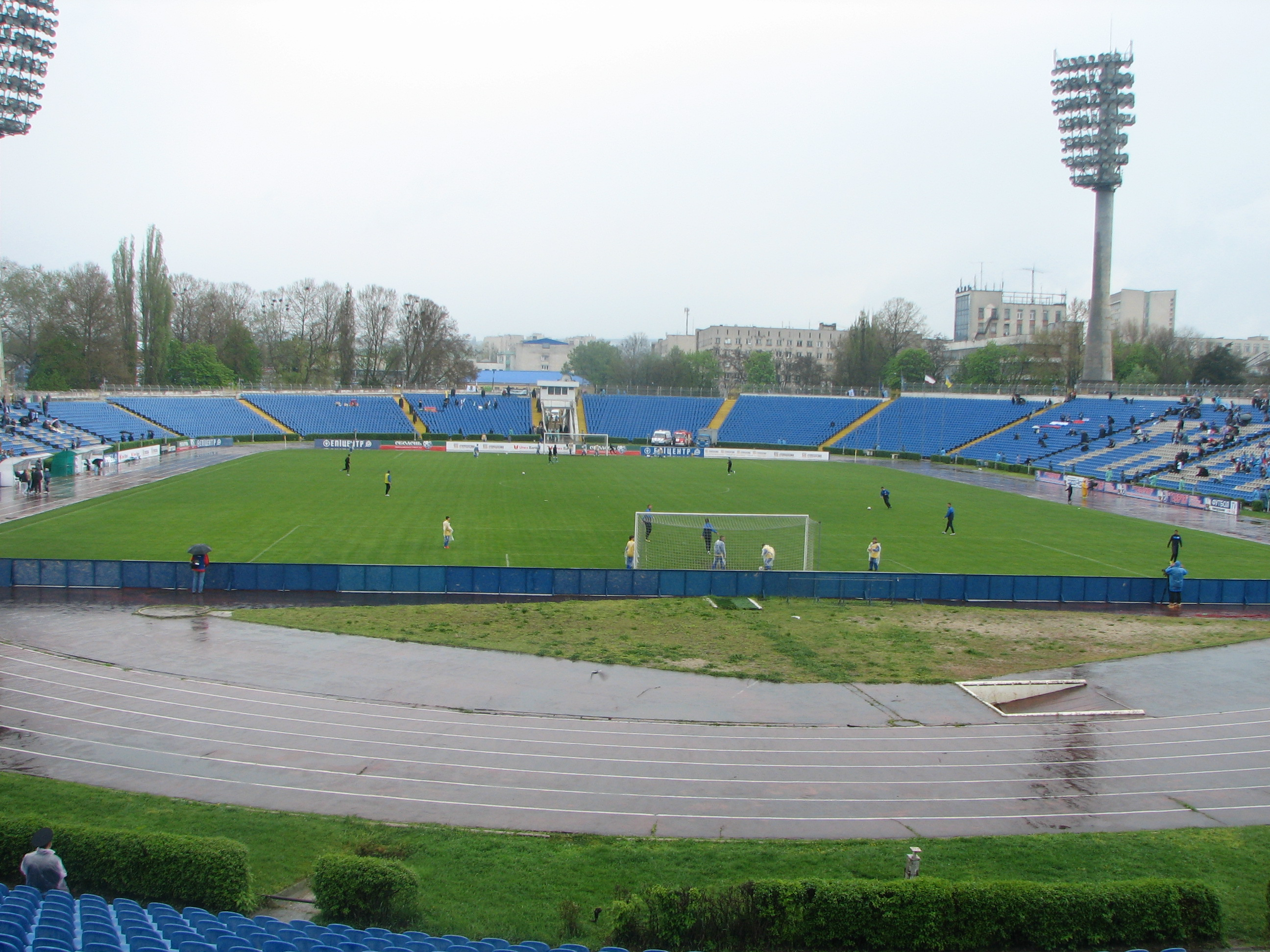
Локомотив

| Клуб                              | Город       | Стадион    | Вместимость |
| --------------------------------- | ----------- | ---------- | ----------- |
| Академия футбола им. А. Н. Заяева | Симферополь | Фиолент    | 5000        |
| Беркут                            | Евпатория   | Арена-Крым | 2000        |
| Гвардеец                          | Гвардейское |            |             |
| Детонатор                         | Севастополь | Любимовка  | 100         |
| Евпатория                         | Евпатория   | Арена-Крым | 2000        |
| Источное                          | Источное    | Химик      | 5500        |
| КВУОР                             | Краснолесье |            |             |
| ТСК                               | Симферополь | Локомотив  | 19 978      |
| Скиф                              | Симферополь |            |             |
| Рубин                             | Ялта        | Авангард   | 7000        |

## Арбитры
Список арбитров обслуживавших матчи Всекрымского турнира:
- Михаил Вериковский (Симферополь)
- Сергей Гниздыло (Симферополь)
- Дмитрий Гачмин (Симферополь)
- Роман Довбня (Симферополь)
- Дмитрий Грачёв (Симферополь)
- Владислав Гринченко (Севастополь)
- Дмитрий Карманов (Саки)
- Алексей Полянин (Симферополь)
- Александр Макарчук (Симферополь)
- Богдан Головко (Ялта)
- Роман Шальверов (Первомайское)
- Роман Бохняк (Севастополь)
- Денис Кораблёв (Керчь)
- Михаил Ординарцев (Симферополь)
- Олег Федорченко (Евпатория)
- Александр Пономарёв (Евпатория)
- Андрей Кузмич

## Группа А
| М  | Команда                  | И | В | Н | П | Мячи    | ±   | О  | Примечания                 |
| -- | ------------------------ | - | - | - | - | ------- | --- | -- | -------------------------- |
| 1  | СКЧФ (Севастополь)       | 9 | 9 | 0 | 0 | 52 − 6  | +46 | 27 | Выход в Премьер-лигу Крыма |
| 2  | Океан (Керчь)            | 9 | 6 | 1 | 2 | 21 − 9  | +12 | 19 | Выход в Премьер-лигу Крыма |
| 3  | Ялта                     | 9 | 6 | 1 | 2 | 27 − 19 | +8  | 19 |                            |
| 4  | Голеадор (Феодосия)      | 9 | 5 | 0 | 4 | 15 − 14 | +1  | 15 | Выход в Премьер-лигу Крыма |
| 5  | ЮИС-Сервис (Симферополь) | 9 | 4 | 2 | 3 | 21 − 23 | −2  | 14 |                            |
| 6  | Бахчисарай               | 9 | 3 | 5 | 1 | 20 − 14 | +6  | 14 | Выход в Премьер-лигу Крыма |
| 7  | Динамо (Саки)            | 9 | 2 | 1 | 6 | 22 − 34 | −12 | 7  |                            |
| 8  | СКЧФ-2 (Севастополь)     | 9 | 2 | 1 | 6 | 16 − 30 | −14 | 7  |                            |
| 9  | Спартак-КТ (Молодёжное)  | 9 | 1 | 3 | 5 | 12 − 21 | −9  | 6  |                            |
| 10 | Алушта                   | 9 | 0 | 0 | 9 | 5 − 41  | −36 | 0  |                            |

И — игры, В — выигрыши, Н — ничьи, П — проигрыши, Мячи — забитые и пропущенные голы, ± — разница голов, О — очки

## Группа Б
| М  | Команда                                        | И | В | Н | П | Мячи    | ±   | О  | Примечания                 |
| -- | ---------------------------------------------- | - | - | - | - | ------- | --- | -- | -------------------------- |
| 1  | Гвардеец (Гвардейское)                         | 9 | 7 | 1 | 1 | 32 − 8  | +24 | 22 |                            |
| 2  | ТСК                                            | 9 | 6 | 2 | 1 | 37 − 4  | +33 | 20 | Выход в Премьер-лигу Крыма |
| 3  | Скиф (Симферополь)                             | 9 | 6 | 2 | 1 | 28 − 7  | +21 | 20 |                            |
| 4  | Рубин (Ялта)                                   | 9 | 5 | 3 | 1 | 16 − 5  | +11 | 18 | Выход в Премьер-лигу Крыма |
| 5  | Беркут (Евпатория)*                            | 9 | 5 | 2 | 2 | 27 − 27 | 0   | 17 | Выход в Премьер-лигу Крыма |
| 6  | Источное                                       | 9 | 3 | 2 | 4 | 26 − 19 | +7  | 11 |                            |
| 7  | Академия футбола им. А.Н. Заяева (Симферополь) | 9 | 3 | 1 | 5 | 11 − 25 | −14 | 10 |                            |
| 8  | КВУОР (Краснолесье)                            | 9 | 2 | 1 | 6 | 10 − 24 | −14 | 7  |                            |
| 9  | Детонатор (Севастополь)                        | 9 | 1 | 0 | 8 | 9 − 42  | −33 | 3  |                            |
| 10 | Евпатория                                      | 9 | 0 | 0 | 9 | 8 − 43  | −35 | 0  | Выход в Премьер-лигу Крыма |

И — игры, В — выигрыши, Н — ничьи, П — проигрыши, Мячи — забитые и пропущенные голы, ± — разница голов, О — очки

Примечание: * после Всекрымского турнира ФК «Беркут» переехал из Евпатории в Армянск.

## Финал
| СКЧФ                                                                                     | 6:2 протокол | Гвардеец                   |
| Кива 15′ · Жабокрицкий 36′ · Гевлич 38′ · Прокопенко 45′ · Ференчак 85′ · Плешаков 90+1′ | Голы         | Симончук 45′ · Мельник 61′ |

| | Составы  | | |
| Науменко, Степанов (к), Култышев, Челядник, Гевлич (Бурый, 87), Шишкин, Кива, Гудзикевич (Бредун, 77), Ференчак (Узбек, 86), Жабокрицкий (Солович, 89), Прокопенко (Плешаков, 78) |          | Хлусевич, Богач, Захаров (к), Белоусов (Витвицкий, 90+4), Боргун, Симончук, Яблонский, Дзандзава (Баринов, 76), Бровкин, Мельник, Кожемякин И. (Кожемякин А., 66) | Хлусевич, Богач, Захаров (к), Белоусов (Витвицкий, 90+4), Боргун, Симончук, Яблонский, Дзандзава (Баринов, 76), Бровкин, Мельник, Кожемякин И. (Кожемякин А., 66) |
| Бибченко | Запасные | Белошапка, Сутулин, Морозов, Комендантов | Белошапка, Сутулин, Морозов, Комендантов |
| Олег Лещинский | Тренеры  | Владислав Мальцев | Владислав Мальцев |

## Статистика

### Голы

#### Список бомбардиров

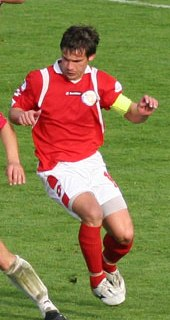
Александр Жабокрицкий — лучший бомбардир турнира

| Место | Игрок                 | Клуб | Голы | Матчи |
| ----- | --------------------- | ---- | ---- | ----- |
| 1     | Александр Жабокрицкий | СКЧФ | 15   | 9     |
| 2     | Андрей Кива           | СКЧФ | 15   | 10    |
| 3     | Евгений Прокопенко    | СКЧФ | 11   | 10    |
| 4     | Матвей Бобаль         | ТСК  | 10   | 8     |
| 5     | Антон Татаринцев      | Ялта | 9    | 8     |

#### Хет-трики

##### Группа А
| Игрок                 | Клуб          | Соперник      | Счёт | Дата           |
| --------------------- | ------------- | ------------- | ---- | -------------- |
| Александр Жабокрицкий | СКЧФ          | СКЧФ-2        | 8:0  | 18 апреля 2015 |
| Андрей Кива           | СКЧФ          | СКЧФ-2        | 8:0  | 18 апреля 2015 |
| Борис Гогичаишвили    | Океан (Керчь) | Алушта        | 6:2  | 25 апреля 2015 |
| Арсен Муратов         | Спартак-КТ    | Алушта        | 5:0  | 16 мая 2015    |
| Андрей Кива           | СКЧФ          | Алушта        | 6:0  | 30 мая 2015    |
| Эльдар Мамедов        | Океан (Керчь) | ЮИС-Сервис    | 5:3  | 13 июня 2015   |
| Александр Жабокрицкий | СКЧФ          | Динамо (Саки) | 14:3 | 14 июня 2015   |
| Андрей Кива5          | СКЧФ          | Динамо (Саки) | 14:3 | 14 июня 2015   |

5 Игрок забил 5 голов

##### Группа Б
| Игрок           | Клуб     | Соперник                                  | Счёт | Дата           |
| --------------- | -------- | ----------------------------------------- | ---- | -------------- |
| Евгений Одинцов | ТСК      | Беркут                                    | 11:0 | 25 апреля 2015 |
| Матвей Бобаль   | ТСК      | Беркут                                    | 11:0 | 25 апреля 2015 |
| Ленур Ахунов    | Беркут   | Источное                                  | 6:4  | 9 мая 2015     |
| Матвей Бобаль4  | ТСК      | КВУОР                                     | 8:1  | 20 мая 2015    |
| Роман Довжик    | Источное | Академия футбола им. Заяева (Симферополь) | 4:1  | 23 мая 2015    |
| Матвей Бобаль   | ТСК      | Детонатор                                 | 8:0  | 6 июня 2015    |
| Денис Шевчук4   | Рубин    | Евпатория                                 | 6:1  | 6 июня 2015    |

4 Игрок забил 4 гола

#### Сухие матчи
| Место | Игрок              | Клуб          | Сухих матчей | Всего игр |
| ----- | ------------------ | ------------- | ------------ | --------- |
| 1     | Сергей Науменко    | СКЧФ          | 7            | 9         |
| 1     | Владислав Бибченко | СКЧФ          | 5            | 8         |
| 1     | Максим Шумайлов    | Океан (Керчь) | 5            | 6         |
| 1     | Сергей Лысенко     | Ялта          | 3            | 5         |
| 1     | Роман Ерещенко     | Ялта          | 3            | 4         |

## Инциденты
В матче 3 тура между командами «Гвардеец» и ТСК, генеральный директор ТСК Александр Гайдаш зашёл в комнату арбитров и несколько раз ударил ассистента арбитра Руслана Селимова. По мнению Гайдаша, гол в ворота «Гвардейца» не был засчитан.
Игра 8 тура между «Гвардейцем» и Академией футбола имени Заяева не состоялась из-за отсутствия гарантий безопасности участников матча и зрителей.